# Canariella leprosa
Canariella leprosa é uma espécie de gastrópode  da família Hygromiidae.
É endémica de Espanha.